# Jerzy Neugebauer
Jerzy Neugebauer (ur. 10 stycznia 1930 w Łodzi) – polski artysta fotograf, uhonorowany tytułem Artiste FIAP (AFIAP). Członek rzeczywisty Okręgu Łódzkiego Związku Polskich Artystów Fotografików. Członek Łódzkiego Towarzystwa Fotograficznego. Członek Królewskiego Towarzystwa Fotograficznego Wielkiej Brytanii (Royal Photographic Society).

## Życiorys
Ukończył studia na Wydziale Elektrycznym Politechniki Łódzkiej. Po ukończeniu studiów podjął pracę w Filmie Polskim, w Wytwórni Filmów Fabularnych w Łodzi. Związany z łódzkim środowiskiem fotograficznym – mieszka i tworzy w Łodzi. Miejsce szczególne w jego twórczości zajmuje fotografia teatralna (dokumentacja spektakli teatralnych, portrety aktorów, fotografia za kulisami). Od 1956 roku był stałym współpracownikiem (fotografem) łódzkich teatrów - m.in. Teatru im. Stefana Jaracza w Łodzi, Teatru Nowego w Łodzi, Teatru Powszechnego w Łodzi oraz Teatru Wielkiego w Łodzi. 
Jerzy Neugebauer jest autorem i współautorem wielu wystaw fotograficznych; indywidualnych i zbiorowych; krajowych i międzynarodowych. Jego fotografie były prezentowane na wielu wystawach pokonkursowych w Polsce i za granicą. Brał aktywny udział w Międzynarodowych Salonach Fotograficznych, organizowanych między innymi pod patronatem FIAP, zdobywając wiele akceptacji, medali, nagród, wyróżnień, dyplomów, listów gratulacyjnych. 
Od 1955 roku był członkiem rzeczywistym Łódzkiego Towarzystwa Fotograficznego. W 1956 roku został przyjęty w poczet członków Królewskiego Towarzystwa Fotograficznego Wielkiej Brytanii. W 1957 roku został członkiem rzeczywistym Związku Polskich Artystów Fotografików (Okręg Łódzki, legitymacja nr 251). Pokłosiem udziału w Międzynarodowych Salonach Fotograficznych (pod patronatem FIAP) było przyznanie Jerzemu Neugebauerowi w 1966 roku, tytułu honorowego Artiste FIAP (AFIAP) – przez Międzynarodową Federację Sztuki Fotograficznej FIAP, obecnie z siedzibą w Luksemburgu.

## Odznaczenia
- Złoty Medal „Zasłużony Kulturze Gloria Artis” (9 września 2019)[11]
- Odznaka „Zasłużony Działacz Kultury” (1980, 1989)[8][5]
- Medal Pro Publico Bono im. Sabiny Nowickiej (2019)[12]
- Medal 150-lecia Fotografii (1989)

Źródło.

## Wystawy indywidualne
- Wystawa w Teatrze Wielkim z okazji Pierwszych Międzynarodowych Spotkań Baletowych (Łódź 1968)
- Impresje Baletowe – Łódzkie Towarzystwo Fotograficzne (Łódź 1973)
- Lidia Zamkow – Teatr Powszechny (Łódź 1979)
- Wystawa fotografii teatralnej – Muzeum Okręgowe Ziemi Kaliskiej (Kalisz 1979)
- Wystawa fotografii teatralnej – Biuro Wystaw Artystycznych (Słupsk 1980)
- Wystawa w Zamku Książąt Pomorskich (Szczecin 2010)
- Wystawa w Państwowej Wyższej Szkole Filmowej, Telewizyjnej i Teatralnej (Łódź 2011)
- Wystawa (portrety aktorów) w Teatrze Nowym (Łódź 2011)
- Artur Rubinstein – Ostatni Koncert – Łódzkie Towarzystwo Fotograficzne (Łódź 2013)
- Wystawa w Pałacu Myślewickim – z cyklu Artyści w Łazienkach (Warszawa 2016)
- Teatr Kazimierza Dejmka w obiektywie Jerzego Neugebauera (Łódź 2019)

Źródło.